# Hyponectria buxi
Hyponectria buxi är en svampart som först beskrevs av Augustin Pyrame de Candolle, och fick sitt nu gällande namn av Pier Andrea Saccardo 1878. Hyponectria buxi ingår i släktet Hyponectria och familjen Hyponectriaceae.  Arten är reproducerande i Sverige. Inga underarter finns listade i Catalogue of Life.